# Rick Rude
Richard "Rick" Erwin Rood (Robbinsdale, 7 de dezembro de 1958 — Alpharetta, 20 de abril de 1999), mais conhecido pelo seu ring name "Ravishing" Rick Rude, foi um lutador de wrestling profissional estadunidense, o qual atuou por várias promoções, mais notavelmente World Championship Wrestling (1988-1997), Extreme Championship Wrestling (1993-1994) e World Wrestling Federation (1987-1997).
Rude foi por uma vez Campeão Intercontinental da WWF, três vezes Campeão Intercontinental de Pesos-Pesados da WCW e uma vez Campeão de Pesos-Pesados dos Estados Unidos da WCW. Rude acumula muitos títulos além desses, além de ser o primeiro Campeão de Pesos-Pesados da WCW.
Sua mulher chama-se Michelle e ele tem filhos. A provável causa da morte de Rude foi uma overdose de um certo ácido e esteróides. Uma autópsia revelou que ele morreu pelo uso de "diferentes overdoses". Rude afirmou que tinha usado esteróides anabolizantes em 1994.
Foi introduzido no WWE Hall of Fame em 2017.